# 指裂蒿
指裂蒿（学名：Artemisia tridactyla）为菊科蒿属的植物，是中国的特有植物。分布于中国大陆的西藏、四川等地，生长于海拔3,800米的地区，多生在草地、附近山地或林缘，目前尚未由人工引种栽培。

## 别名
三裂蒿（四川）